# Clavija ornata
Clavija ornata är en viveväxtart som beskrevs av David Don. Clavija ornata ingår i släktet Clavija och familjen viveväxter. Inga underarter finns listade i Catalogue of Life.

## Bildgalleri

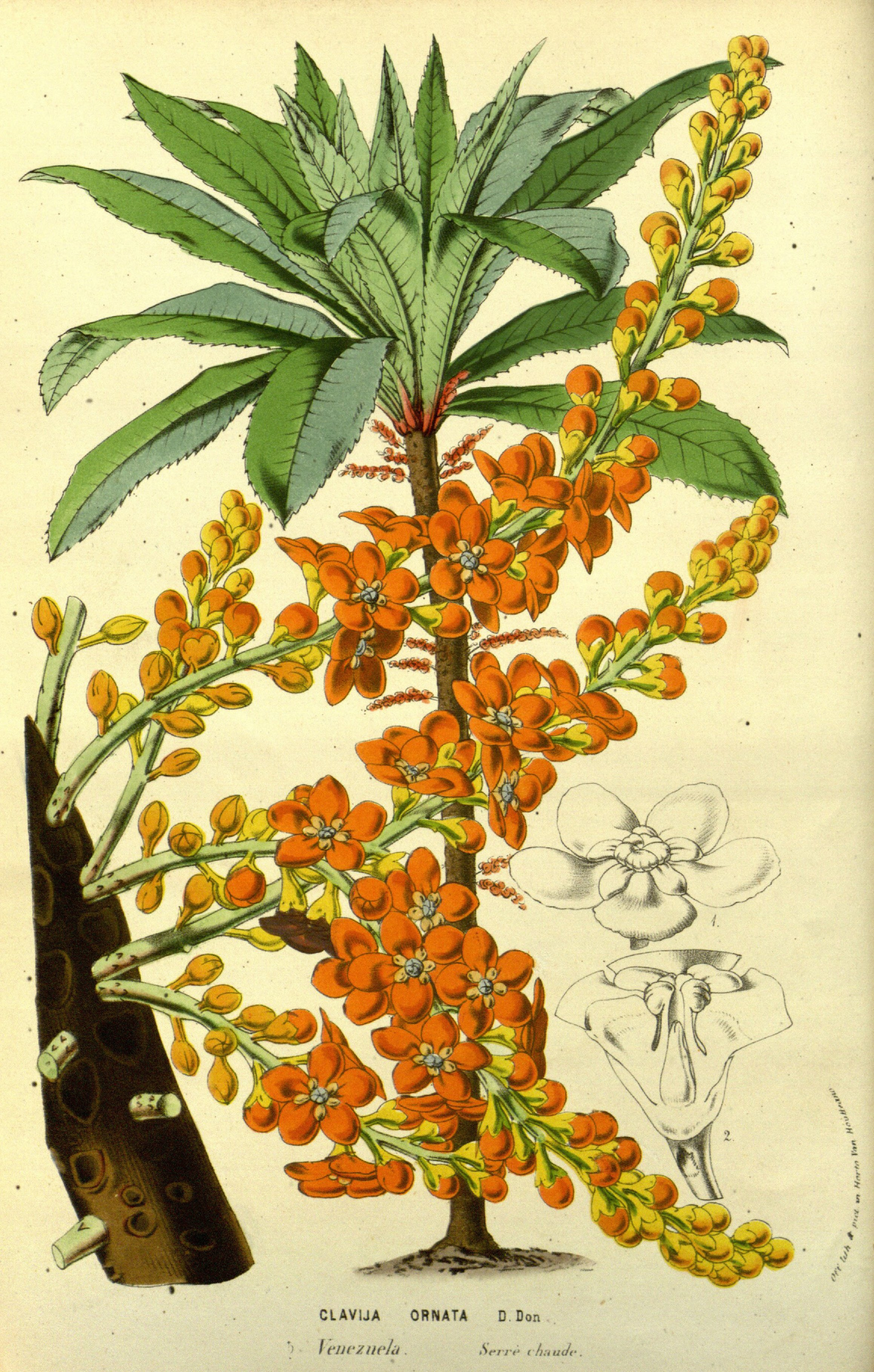